# Lauryn Hill
Lauryn Hill (East Orange, Nova Jersey, 25 de maig de 1975) és una rapera, cantant, actriu i productora discogràfica estatunidenca guardonada 8 vegades amb el premi Grammy. Va ser membre de The Fugees abans de començar una carrera en solitari.

## Biografia
Va créixer en South Orange (Nova Jersey) i va assistir a l'institut de Columbia en Nova Jersey. De nena, va actuar una vegada a l'Apollo Theater, on va rebre una gran ovació en acabar.
Va començar a actuar d'adolescent en sèries de televisió com a As the World Turns i en la pel·lícula Sister Act 2.
Ja a l'institut va passar a formar part de The Fugees, però no va actuar assíduament amb ells fins que va acabar a la Columbia University.
Al primer àlbum de The Fugees, Blunted on Reality li va seguir el disc The Score, que va obtenir nombrosos premis i quantioses vendes i que van presentar amb la cançó de Roberta Flack', "Killing Me Softly".

### The Miseducation of Lauryn Hill
Va ser l'àlbum debut de Lauryn Hill. Llançat el 25 d'agost de 1998, va sacsejar als premis Grammy, després d'haver estat nominada en 11 categories i guanyar 5 d'elles (incloent "Àlbum de l'any"). L'àlbum inclou col·laboracions amb l'artista de soul D'Angelo ("Nothing even matters") i amb John Legend al piano a "Everything is Everything".
El primer senzill de l'àlbum va ser "Doo Woop (That Thing)", cançó que va guanyar 2 premis Grammy: "Millor cançó R&B" i "Millor Presentació Vocal Femenina de R&B" i va arribar al 1º lloc en la llista de "US Billboard Hot 100".
Va ser col·locat al lloc 37 a la llista Vh1 dels millors àlbums de la història. Situat a 312 a la llista de "Els 500 Millors Àlbums de tots els temps".
El títol fa referència al llibre de Carter G. Woodson "The Mis-Education of the Negro" i la portada de l'àlbum a "Burnin" de The Wailers.

### Exili autoimposat iMTV Unplugged
Després de 3 anys, Hill va tornar amb un directe de la MTV amb un look quelcom diferent i recalcant el missatge de les seves lletres. Va interpretar gairebé totes les seves cançons només amb una guitarra espanyola i la seva veu i va explicar per què no havia publicat res en tres anys. A pesar que molts crítics no ho van veure amb molt bons ulls, l'àlbum va ser disc de platí.
Des d'aleshores, Hill ha estat bastant crítica amb la indústria de la música i el que les joves negres representen en ella. Procura no fer moltes aparicions públiques, ha deixat de fer entrevistes, d'escoltar música i de veure la televisió, i s'ha dedicat a explorar noves manifestacions artístiques, fent-se dramaturga i component una quantitat ingent de textos poètics, dissenys de roba o guions.

### Caritativa, activista i controvertida
El 1996, va rebre un Essence Award per la seva ajuda a refugiats amb el Projecte Refugiat, que va sufragar un campament a Kenya i Uganda i un concert en Harlem.
El 1999, Hill va rebre tres guardons NAACP Image Awards i la revista Ebony la va col·locar entre els 100 afroamericans més influents. És cristiana protestant compromesa, en 2003 va ser convidada a donar una actuació de Nadal al Vaticà en la qual va aprofitar per fer declaracions contra els abusos de nens per part del clergat catòlic i per declarar que no creia en cap Papa com a representant de Déu a la terra i això va tenir una gran repercussió.

### Tornada de The Fugees
El 18 de setembre de 2004, van tocar en Brooklyn i van aparèixer en els BET'2005 Music Awards. Van treure un nou single, "Take It Easy", difós per internet i van fer una gira europea a la fi de 2005.
Al febrer de 2006, van oferir un concert a Hollywood, que van difondre també per internet, traient poc després dues noves cançons "Foxy" i "Wannabe".

### Vida personal
Des de 1996 va mantenir una relació sentimental amb el jugador de futbol americà universitari Rohan Marley (fill de Bob Marley). La parella té 5 fills: Zion David (n. Agost 1997); Selah Louise (n. Setembre 1998); Joshua Omaru (n. 2001); John Nesta (n. 2002); i Sarah (n. 2008), als qui ha dedicat diverses cançons. El seu sisè fill va néixer al juliol de 2011 i no ha declarat qui n'és el pare.
Lauryn Hill es va separar definitivament de Rohan Marley el 2011.
El 6 de maig de 2013 va ser condemnada a tres mesos de presó, més altres tres d'arrest domiciliari, i a un any de llibertat condicional per evasió fiscal, període durant el qual la custòdia dels cinc fills de la parella va recaure en Rohan Marley, a petició d'ell.
Va ser amiga de la infància de l'actor Zach Braff.

## Discografia

### Àlbums
- The Miseducation of Lauryn Hill (1998)
- MTV Unplugged No. 2.0 (2002)

### Senzills
| Any  | Títol                                                 | Millors posicions en llistes | Millors posicions en llistes | Millors posicions en llistes | Millors posicions en llistes | Millors posicions en llistes | Millors posicions en llistes | Millors posicions en llistes | Certificacions                  | Àlbum                   |
| Any  | Títol                                                 | Hot100 ·                     | R&B ·                        | Pop ·                        | AUS ·                        | NZ ·                         | SUE ·                        | R. U. ·                      | Certificacions                  | Àlbum                   |
| ---- | ----------------------------------------------------- | ---------------------------- | ---------------------------- | ---------------------------- | ---------------------------- | ---------------------------- | ---------------------------- | ---------------------------- | ------------------------------- | ----------------------- |
| 1997 | «The Sweetest Thing» (amb The Refugee Camp All-Stars) | 61                           | 2                            | —                            | 18                           | —                            | —                            | 18                           | Banda sonora de Love Jones      |                         |
| 1998 | «Can't Take My Eyes Off You»                          | —                            | 45                           | —                            | 8                            | —                            | —                            | —                            | The Miseducation of Lauryn Hill |                         |
| 1998 | «To Zion»                                             | —                            | 77                           | —                            | —                            | —                            | —                            | —                            | The Miseducation of Lauryn Hill |                         |
| 1998 | «Doo Wop (That Thing)»                                | 1                            | 2                            | 29                           | 35                           | —                            | 39                           | 3                            | The Miseducation of Lauryn Hill | - EUA: Or - R.O.: Plata |
| 1999 | «Ex-Factor»                                           | 21                           | 7                            | —                            | —                            | —                            | 46                           | 4                            | The Miseducation of Lauryn Hill |                         |
| 1999 | «Everything Is Everything»                            | 35                           | 14                           | —                            | —                            | 15                           | —                            | 19                           | The Miseducation of Lauryn Hill | - EUA: Or               |
| 1999 | «Turn Your Lights Down Low» (amb Bob Marley)          | 86                           | 49                           | —                            | —                            | 1                            | 5                            | 15                           | Chant Down Babylon              |                         |
| 2000 | «The Miseducation of Lauryn Hill»                     | —                            | —                            | —                            | —                            | —                            | 14                           | —                            | The Miseducation of Lauryn Hill |                         |
| 2002 | «Mr. Intentional»                                     | —                            | —                            | 63                           | —                            | —                            | —                            | —                            | MTV Unplugged No. 2.0           |                         |
| 2010 | «Repercussions»                                       | —                            | 83                           | —                            | —                            | —                            | —                            | —                            | TBA                             |                         |
| 2013 | «Neurotic Society (Compulsory Mix)»                   | —                            | —                            | —                            | —                            | —                            | —                            | —                            | TBA                             |                         |
| 2013 | «Consumerism»                                         | —                            | —                            | —                            | —                            | —                            | —                            | —                            | Letters From Exile              |                         |

## Guardons
Premis
- 1999: Grammy al millor àlbum de R&B
- 1999: Grammy al millor nou artista

## Mostres de so
- Descarrega una mostra de Hill, cançó de Bob Marley: "Redemption Song"